# Mesalla
 (mars 2019).
Mesalla est un groupe de rock alternatif espagnol, originaire de San Fernando, Cadix. Il compte trois albums studio.

## Biographie
Mesalla joue des genres musicaux tels que le flamenco, la fusion flamenco et la pop. Il est formé en 1997 à San Fernando par la chanteuse et compositrice espagnole Milagrosa Expósito (es). 
Mesalla acquiert une reconnaissance internationale avec la sortie de son single La Soledad en 2008, suivi du succès de son deuxième album studio, Mesalla con dos..., dans lequel il est inclus. Cet album fait participer le guitariste et compositeur David Cuevas d'Andy y Lucas. En outre, il réunit également des artistes tels que Manuel Carrasco, Juan Carmona Junior (Kimi-k), Antonio Carbonell, Eitan, Manuel Jesus (El Pipa), et José Antonio Baizán Tinoco (du groupe Despacito). Il est enregistré, mixé et masterisé aux studios PKO de Boadilla del Monte (Madrid) et produit par José Sierra Molina, du label Estrella Federal Records. 
En 2011, sort le troisième album du groupe, Sin miedo a nada. Il est présenté le 25 novembre la même année à El Puerto de Santa María. En 2015, le groupe reprend Bajo el mismo Sol de Jennifer Lopez. Puis sort l'année suivante, une reprise de Uncover de Zara Larsson.

## Discographie
- 2005 : Mesalla
- 2008 : Mesalla con dos...
- 2011 : Sin miedo a nada